# Société Anonyme Iranienne de Production Automobile
Die Société Anonyme Iranienne de Production Automobile, kurz SAIPA (persisch سایپا), ist ein iranischer Hersteller von Automobilen, Motoren und Nutzfahrzeugen, der im Jahr 1966 gegründet wurde. Der Hauptsitz des Unternehmens befindet sich in Teheran, der Hauptstadt Irans. Der Konzern beschäftigt weltweit 18.500 Mitarbeiter. Saipa fertigt und verkauft hauptsächlich französische, japanische und südkoreanische Fahrzeuge in Lizenz: Renault und Citroën aus Frankreich, Nissan aus Japan und Kia aus Südkorea. Der Hersteller entwickelt und verkauft aber auch eigene Fahrzeuge wie den Minivan Saipa Caravan. Saipa ist im TEPIX an der Teheraner Börse gelistet.
Das Unternehmen konzentriert sich nicht allein auf den iranischen Markt, auch der Export oder die Produktion von Fahrzeugen ins Ausland wird seit Jahren forciert.
Die Saipa Group besitzt 24 Tochterunternehmen im In- und Ausland. Darüber hinaus stehen mehr als 80 Unternehmen aus der heimischen Fahrzeug- und Zuliefererbranche dem Konzern nahe.

## Geschichte
- 1966 – Gründung der Saipa Company

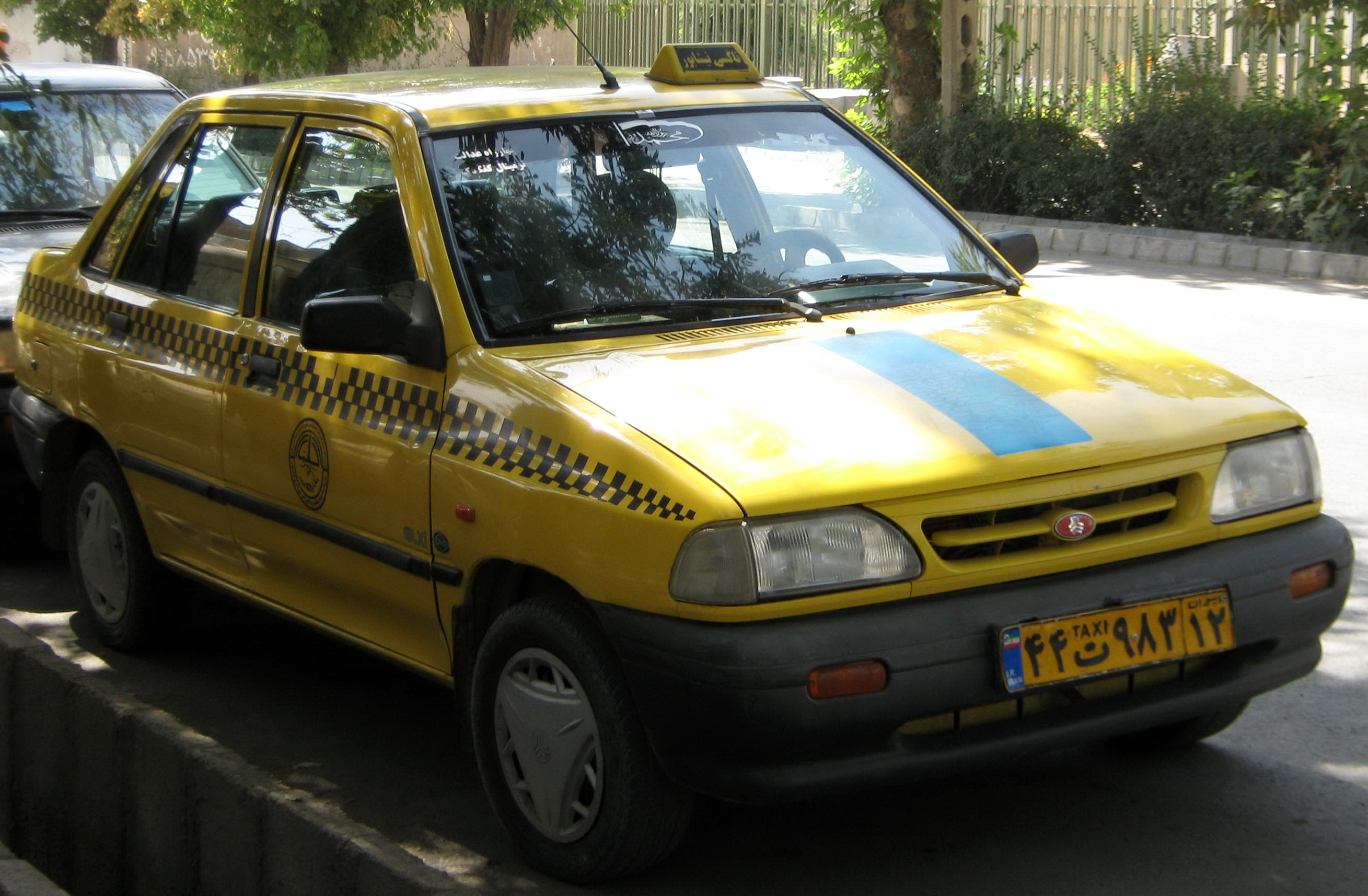
Eine abgewandelte Version des Kia Pride, der Saipa „Saba“ wie er ab 2003 gebaut wurde.

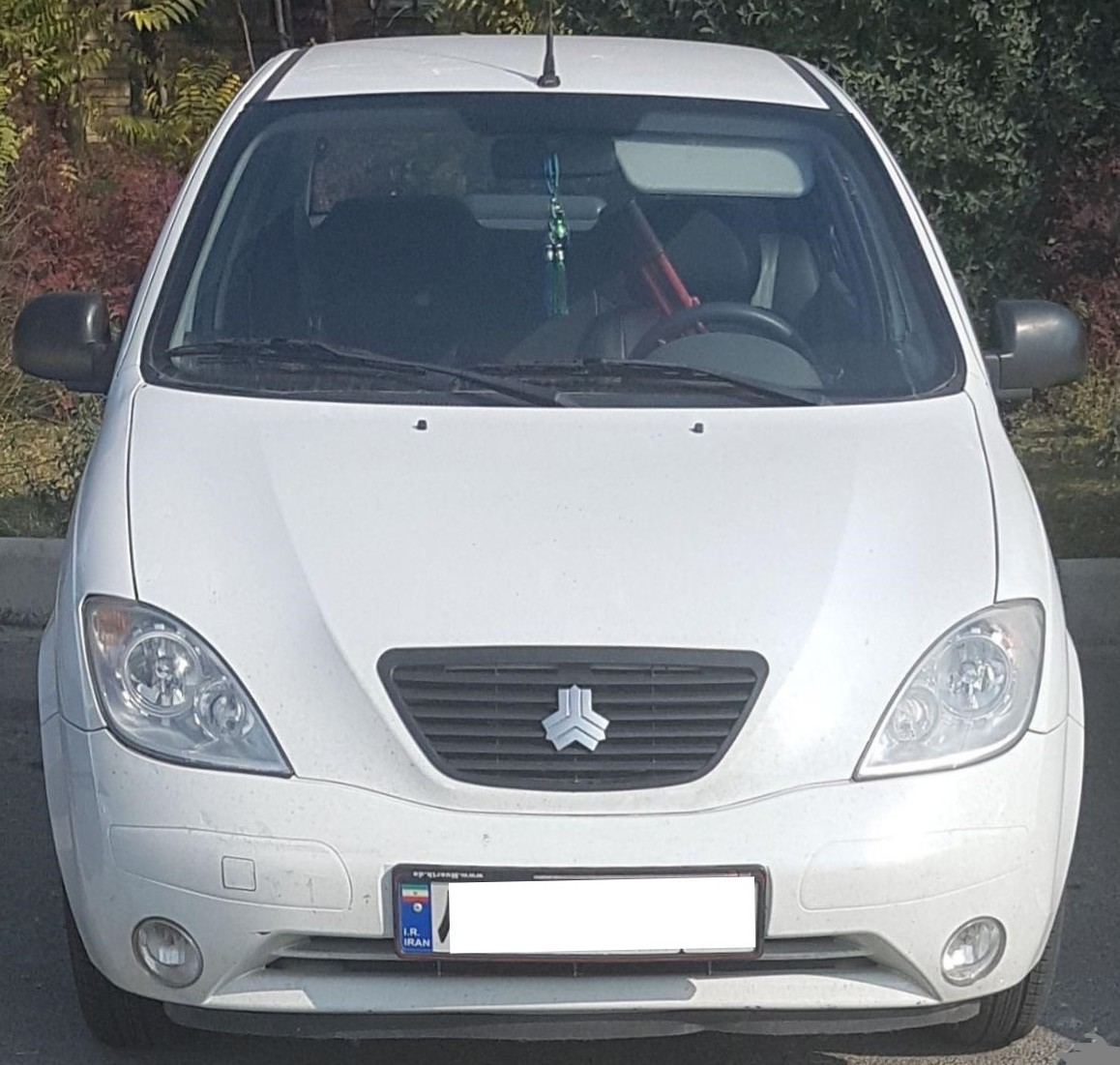
Saipa „Tiba“ 2009

- 1968 – Montage des Kleinwagens Citroën Dyane
- 1975 – Fertigstellung des neuen Montagewerks
- 1976 – Umbenennung von Societe Anonyme Iranian De production Automobile Citroën in Societe Anonyme Iranienne De Production Automobile – Saipa
- 1977 – Produktion des Renault 5
- 1984 – Produktion des JN Auto als Saipa Nasim
- 1985 – Produktion des Nissan Junior Pick-up (2000)
- 1990 – Produktion des Nissan Junior Pick-up (2004)
- 1993 – Bau und Inbetriebnahme einer neuen Lackiererei mit modernem EDV-System
- 1993 – Produktion des Renault 21 (Mittelklassefahrzeug)
- 1994 – Produktion des SABA (Mittelklassefahrzeug in vier Ausführungen)
- 1996 – Bau und Inbetriebnahme einer neuen Fabrik
- 1997 – Erhalt des ISO-9001-Zertifikates als erster Automobilhersteller Irans
- 1998 – Produktion des Nasim Safari
- 1998 – Erwerb der Iran Kaveh und Zamyad Companies
- 1999 – Umwandlung in Privatunternehmen und Börsengang
- 2000 – Produktion des Kia Pride (Kleinwagen in vier Ausführungen) unter der Bezeichnung Saipa Nasim
- 2000 – Erwerb von 51 % der Pars-Khodro-Anteilen
- 2000 – Abschluss eines Vertrags über die Produktion des Mittelklassemodells Citroën Xantia
- 2001 – Produktion des Citroën Xantia, Nissan Maxima, Nissan Pick-up und Volvo FH12
- 2001 – Erhalt der ISO-14001-, QS9000- und OHSAS-18001-Zertifikate
- 2002 – Erhöhung der Pars-Khodro-Anteile auf 85 %
- 2002 – Produktion des Saipa 141; eine modifizierte Version des Kia Pride Steilheck, die Stufenheckvariante wird fortan Saipa 131 genannt
- 2003 – Erhalt des ISO 9001:2000-Zertifikates
- 2003 – Produktion von 1800 Fahrzeugen pro Tag
- 2003 – Produktion des Volvo FM9 und Volvo NH12
- 2003 – Produktion des sechshunderttausendsten (600.000) Kia Pride / „Saba“
- 2004 – Steigerung der Marktanteile im PKW-Sektor bis zu 40 %
- 2005 – Produktion des Kia Rio
- 2006 – Erhöhung der Marktanteile auf 55 %
- 2006 – Inbetriebnahme einer Produktionsstätte in Venezuela
- 2006 – Produktion des Saipa L90 durch Pars Khodro
- 2007 – Massenproduktion von Zweibrennstofffahrzeugen (Benzin und Gas)
- 2007 – Weltweite Präsentation des Saipa 132, des Nachfolgers des Saipa 131
- 2007 – Inbetriebnahme einer Produktionsstätte in Syrien, siehe Siamco
- 2008 – Präsentation des neuen Modells Saipa Miniator
- 2009 – Serienproduktion des Saipa Tiba, der zuvor Miniator genannt wurde
- 2010 / 2011 – Serienproduktion des Saipa 111, der Steilheckversion zum Saipa Sedan 132, der ebenfalls in Serienproduktion geht.

Stand: 30. Juni 2008

## Zertifikate
- ISO 9001:2000[3]
- ISO 14001
- QS9000[4]
- OHSAS 18001

Stand: 30. Juni 2008